# Los Manantiales (Guadalajara)
Los Manantiales es un barrio de Guadalajara (España), situado al suroeste de la ciudad, en la orilla derecha del río Henares. Está cerca de los polígonos industriales de El Balconcillo, Los Faroles, Cabanillas y el recién inaugurado Polígono de El Ruiseñor, y junto a la antigua N-II y la línea del ferrocarril Madrid-Barcelona.

## Historia

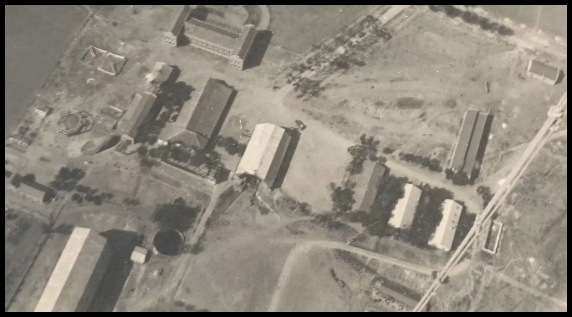
El Parque de Aerostación de los Ingenieros Militares.

En 1962, Guadalajara aprobaba su primer Plan General de Ordenación Urbana, limitando su área de desarrollo hasta la orilla meridional del Henares, aún a pesar de que más allá del puente árabe, a lo largo de la carretera de Francisco Aritio (carretera nacional de Madrid a Francia) había una serie de construcciones, entre las cuales se encontraban las casas para los militares del antiguo Parque de Aeroestación de los Ingenieros Militares (también llamado Polígono de Maniobras o de Escuela Práctica), que se asentaba allí desde 1897 y era perteneciente al cuartel de San Carlos. El rey Alfonso XII vino más de una ocasión a dirigir movimientos operativos en prácticas del ejército.
Es cierto que esta importantísima dotación, inaugurada el primero junio de 1859, no cumplió con las expectativas creadas; de hecho, no sería hasta la apertura de los talleres de "La Hispano. Fábrica de Automóviles y Material de Guerra" en 1918 cuando el destino de estas tierras de la labor cambiaron de orientación. 
En aquel mismo año, la barcelonesa Asociación Cooperativa Nacional de la Habitación Popular conseguía la licencia para construir un grupo de viviendas junto a la Carretera Nacional, a lo largo de la franja existente entre la fábrica de harinas "La Amparo" (adosada entonces al puente árabe) y el arrollo de Cabanillas, y sobre los terrenos de la huerta del Clavero. Otro hito importante fue la erección en 1926 de la iglesia de la Sagrada Familia (ahora bajo la advocación de San Pablo). Por el contrario, más del arroyo, las edificaciones de carácter industrial se erigieron en el costado occidental de la Estación, entre las vías y la calle Franciso Aritio, bautizada así en 1927 en agradecimiento al director de La Hispano.

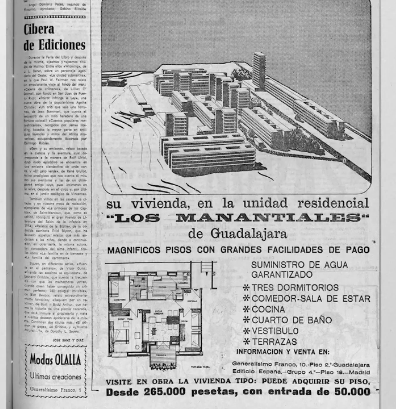
La primera urbanización planificada del futuro barrio.

En 1919 ya existía la fábrica de harinas Mora (que todavía quedan restos de ella), la cual fue un proyecto del arquitecto Pedro Cabello Maíz. Una vez que acabó la Guerra civil y que se comprobó que la operativa de la aerostación no era fundamental para el desarrollo del ejército español, el Estado se fue deshaciendo de estas parcelas. 

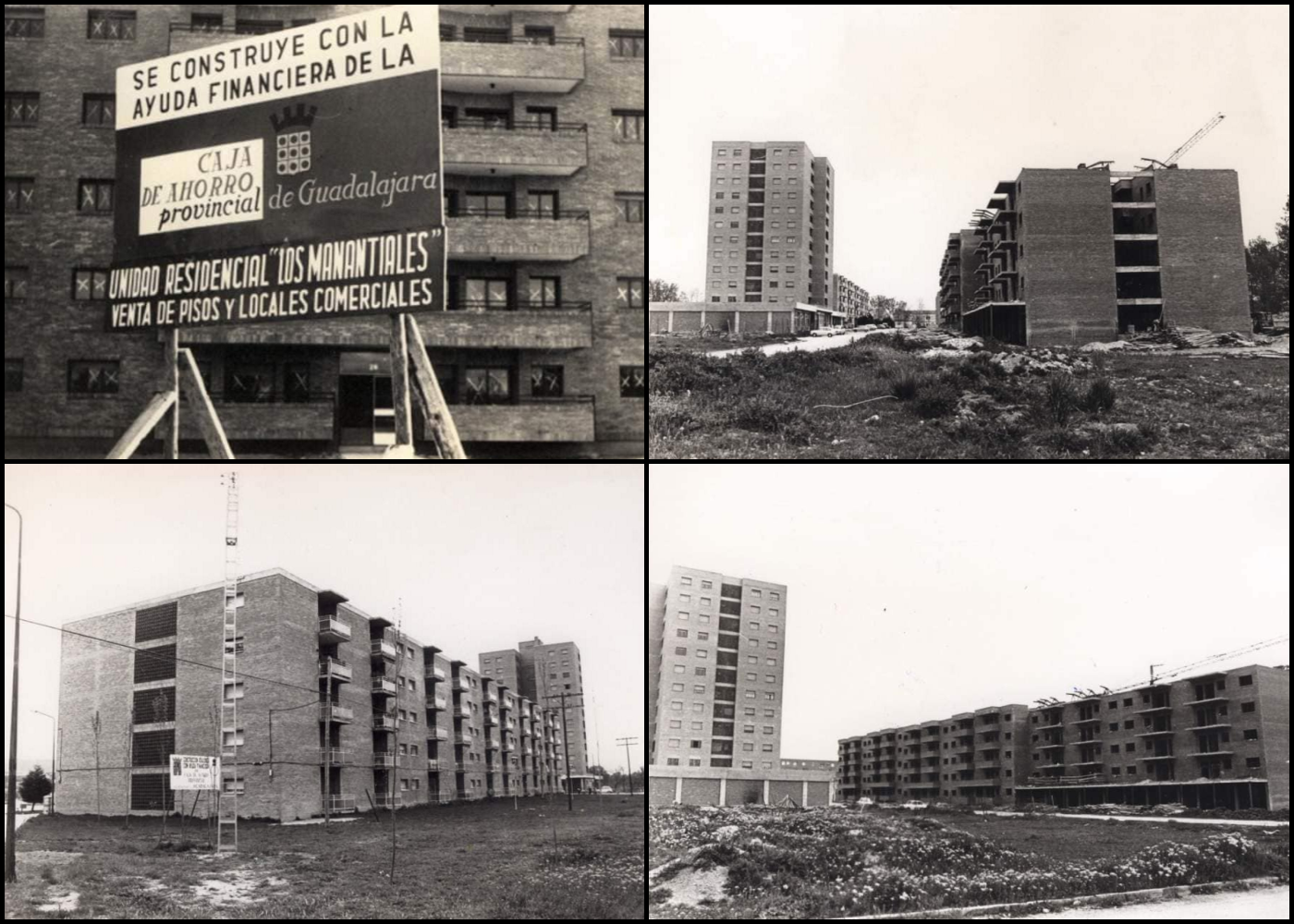
Las primeras viviendas son construidas en 1973 con la ayuda financiera de la caja.

Entre 1906 y 1908, Leonardo Torres Quevedo, el gran inventor español, desarrolló en la zona el primer dirigible español. No fue hasta 1963 cuando el promotor Manuel Solana Sanz logró convencer al ayuntamiento para cambiar el uso de los terrenos agrícolas de la huerta de los Manantiales en urbanos y, así, dar forma a la Unidad Residencial del mismo nombre. Años después, el sobrino de Leonardo, Francisco de Asís Cabrero fue quien planificó el núcleo de viviendas antes mencionado, de los cuales se construyeron los primeros entre 1970 y 1976, al ritmo de la demanda y bajo unos precios asequibles, siendo este el origen del barrio de Los Manantiales.

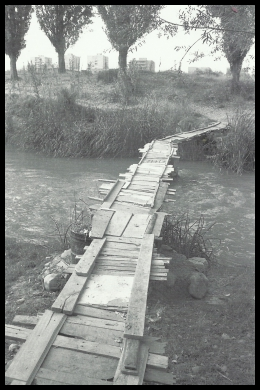
Antiguo puente artesano por el que cruzaban los vecinos del barrio hacia el resto de la ciudad antes de la construcción del puente de la calle Julián Besteiro

El único acceso que tenía el barrio con el resto de la ciudad era a través de la antigua N-II. No fue hasta 1985 que el ayuntamiento, durante la candidatura del exalcalde por el Partido Socialista Obrero Español, Javier de Irízar, inició los trámites para construir un puente sobre el Henares en la calle de Julián Besteiro, que conectara el barrio con el resto de la ciudad y crear así una conexión con la zona de El Balconcillo. La construcción de este puente supuso la urbanización de los terrenos del antiguo cuartel, ampliándose así y de manera continua el barrio de Los Manantiales.
En el año 2002 se constituyó la Asociación Cultural La Isabela por un grupo de amigos del barrio, Gerardo Perela, Francisco Gil, Carlos García y Javier Pérez; cuyo principal objetivo era la animación al mítico equipo de fútbol sala Gestesa Guadalajara, aunque pronto su vinculación cambió hacia la realización de eventos y fiestas para el barrio.

## Actuaciones y mejoras
Tras haberse finalizado la construcción de los últimos bloques de viviendas y chalets, el barrio ha ido siendo objeto de numerosas actuaciones.
En junio de 2004, el Servicio de Salud de Castilla-La Mancha (SESCAM) adjudicó la construcción de un nuevo centro de salud para el barrio de Los Manantiales, con un presupuesto de 3 120 166 euros y un plazo de ejecución de 13 meses. El proyecto finalmente demoró 26 meses y el 20 de julio de 2006 fue inaugurado el nuevo centro de salud por el hasta entonces presidente de Castilla-La Mancha, José María Barreda, y el exalcalde de Guadalajara, Jesús Alique. El edificio cuenta con cuatro plantas con una superficie total de más de 4200 metros cuadrados y dispone de un bloque quirúrgico para intervenciones de cirugía menor, dormitorios para los profesionales de guardia, asistencia pediátrica, un área de Atención Primaria y una zona de Urgencias.
En abril de 2009, comenzaron a realizarse por un valor inicial de 1 400 000 euros numerosas e importantes mejoras en la calle de la Isabela, Lanjarón y Archena, como la implantación de nuevos pavimentos en las aceras o la sustitución del asfalto de la carretera por adoquines, consiguiendo el mismo nivelamento de la calzada y la acera en la primera calle mencionada. También se realizaron mejoras en la Plaza de Los Manantiales. Estas obras finalizaron en el mes de noviembre de ese mismo año con un presupuesto final de 2 000 000 de euros.
En octubre de 2012 fue firmada el acta de replanteo para la rehabilitación por 2 000 000 de euros del ruinoso Cuartel del Henares en un plazo de 18 meses, con el fin de convertirlo en un centro de familia. La obra finalmente demoró 27 meses y el 13 de febrero de 2015 fue inaugurado por la hasta entonces presidenta de Castilla-La Mancha, Mª Dolores de Cospedal, el nuevo centro de familia "Cuartel del Henares".
El 29 de marzo de 2016, comenzaron a realizarse los trabajos para la creación de un aparcamiento y una nueva zona verde entre el centro de salud de Los Manantiales y el Centro de Familia "Cuartel del Henares" por un presupuesto de 447 170 euros, con el objetivo de poner en uso el espacio y embellecerlo, complementar las actuaciones de recuperación y conversión del Cuartel del Henares en Centro de Familia, y mejorar la accesibilidad al centro de salud de Los Manantiales. El 3 de enero de 2017, el exalcalde Antonio Román presentó el resultado final del proyecto.
El 8 de abril de ese mismo año, comenzaron también las obras para la creación de un nuevo aparcamiento en un resto urbano ubicado junto al Centro de Familia, en la calle Doctor Ricardo Sanz, por un importe de 22,000 euros. Dichos trabajos finalizaron un mes después, en mayo.
En mayo de 2018, el Ayuntamiento de Guadalajara cedió a la Asociación Católica Española de Migraciones (ACCEM) el edificio del Centro Social "Los Manantiales" por los próximos 25 años. El 8 de mayo de ese mismo mes, la ONG inauguró su nueva sede en dicho edificio, aunque comenzó a usarlo en el mes de diciembre del año anterior.
El 3 de mayo de ese mismo año comenzaron las obras para la ejecución de un camino escolar seguro para el entorno del colegio Isidro Almazán del barrio, así como la mejora de toda la calle Buenafuente con elementos de seguridad vial, un ensanchamiento de las aceras, la instalación de reductores de velocidad, la mejora de la señalización y la inclusión de un carril bici. El presupuesto de dicha obra fue de 450 000 euros.
El 19 de noviembre, el Ayuntamiento de Guadalajara firmó con Valoriza Servicios Medioambientales S.A. un contrato que posibilitaba la ejecución de un nuevo parque de ocio deportivo en los terrenos del campo de fútbol Dionisio Álvarez, por un valor de medio millón de euros aproximadamente. Las obras comenzaron a inicios del año 2019 y, en mayo de ese mismo año, quedó inaugurado el nuevo parque.
Meses antes, en el 3 de octubre de 2018, comenzaron los trabajos de recuperación de la ribera del río Henares entre el puente árabe y el puente de los Manantiales, con un recorrido de 1,5 kilómetros y un presupuesto de 1 500 000 euros. Esta actuación estaba prevista también realizarla en la ribera de la zona de Los Manantiales y hasta la finca de Castillejos, cosa que finalmente no pudo ser debido a la cercanía a las elecciones municipales de 2019. Finalmente esta segunda fase fue incluida en el programa electoral del Grupo Popular.
Ya en la etapa de las elecciones municipales, el 22 de mayo de ese año el entonces candidato a la alcaldía de Guadalajara por el PSOE y ya exalcalde de la ciudad, Alberto Rojo Blas, celebró un acto en la Plaza de Los Manantiales en el que expuso a los vecinos su deseo de convertir la zona en un barrio de primera. Se comprometió a eliminar el carril bici de la calle Buenafuente debido a su inutilidad y peligrosidad, devolver la línea de autobuses Circular 2 al barrio, construir una pasarela peatonal que conectase el barrio con la zona comercial de El Balconcillo, rehabilitar la antigua fábrica de harinas Mora para convertirla en una sede potente de la policía local y un parque para la educación vial para la ciudad, así como ejecutar un plan de rescate de barrios, sobre todo para el tratado de la limpieza del barrio.
En febrero de 2022, salió a la luz durante la intervención del concejal Jorge Riendas del grupo AIKE en un pleno municipal la declaración de ruina de la antigua fábrica de harinas Mora y el decreto de su demolición. Finalmente, en marzo de ese año, el ayuntamiento rectificó en sus planes de demoler lo que queda de la antigua fábrica y en el decreto de la alcaldía se sustituyó “la redacción de un proyecto de demolición” por la “redacción de un proyecto de rehabilitación”, aunque sin destinarla un uso.
En marzo de ese mismo año finalizó la construcción de una pasarela peatonal que une el barrio de Los Manantiales con el polígono del Ruiseñor, que retomó su urbanización tras la paralización en 2013.
El 19 de mayo se inauguró en el Centro de Familia "Cuartel del Henares" una oficina de Policía Local, cuyos servicios dan cobertura a los barrios de Manantiales, la Chopera y la Estación.
El 14 de diciembre, el barrio acogió un Consejo del Gobierno Municipal en el que se repasaron, junto a los vecinos, los principales proyectos y programas de actuación en los que el Ayuntamiento estaba trabajando, como la instalación de nuevos juegos infantiles en el parque de la Torre IV, y la adjudicación de una obra de reacondicionamiento en el aparcamiento subterráneo de la calle Jaraba y de las pistas deportivas en superficie para acabar con problemas históricos de filtraciones de agua, suponiendo ambas actuaciones una inversión de 125,000 €.
Ese mismo día, en una comparecencia ante los medios de comunicación, el alcalde anunció que el Ayuntamiento iniciaba la “supresión de los puntos negros del carril bici en la calle Buenafuente desde el punto de vista de la seguridad”, con su conversión a un ciclo carril; la elaboración en 2023 del proyecto para la construcción de una demandada pasarela peatonal que conectará el barrio de los Manantiales con la calle Méjico y su entorno comercial e industrial, así como la introducción de una línea circular de autobús urbano también en 2023, desempolvando así estas propuestas de su programa electoral.
En abril de 2023, el ayuntamiento adjudicó por 132,000€ las obras de eliminación del carril bici de la calle Buenafuente y la conversión en ciclocarril. Desde su implantación en 2018 por la anterior legislatura, el Ayuntamiento recibió múltiples quejas y notificaciones de incidentes, tanto de particulares como de asociaciones de vecinos y la policía local. El 15 de mayo comenzaron las obras para eliminar dicho carril, las cuales finalizaron en julio.
En mayo finalizaron las actuaciones por las que se solventaban los problemas de humedades en los aparcamientos de la calle Jaraba, así como la renovación de las pistas deportivas de dicha calle.

## Cuartel del Henares

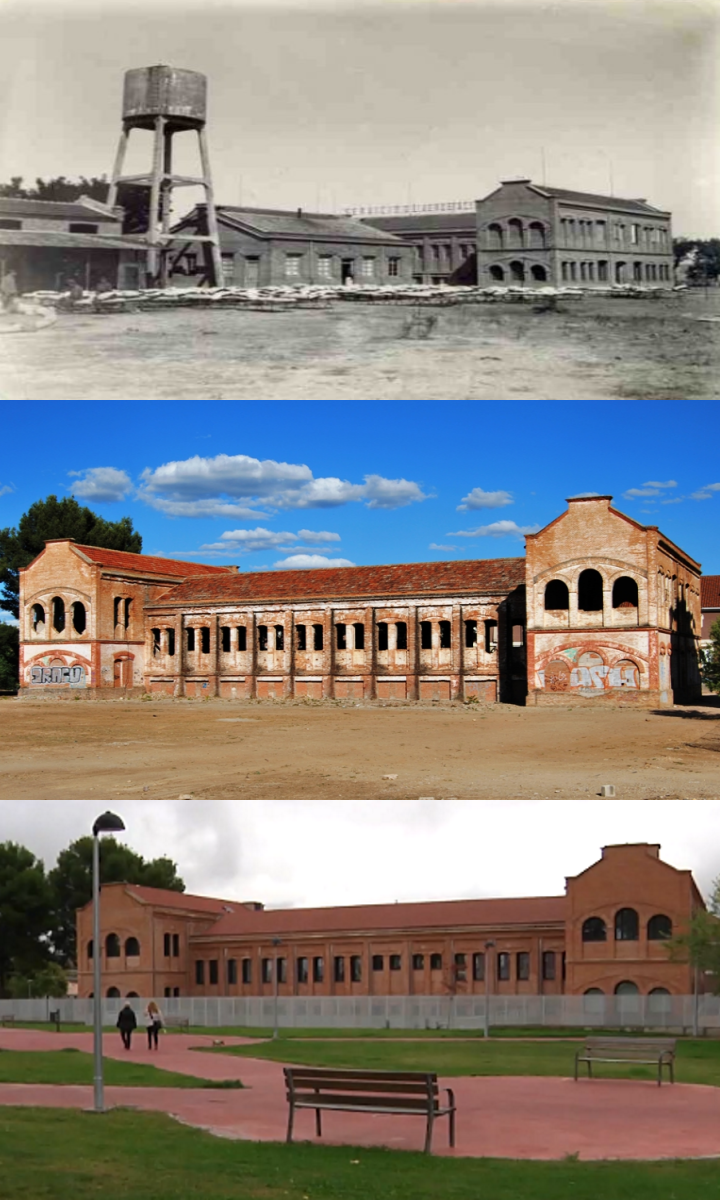
El Cuartel del Henares durante sus años de operación (arriba), durante sus años de abandono (centro) y rehabilitado como un centro de familia en la actualidad (abajo).

En estas instalaciones se construyó el Globo Hispania, un globo de 26 000 m³ con el cual Emilio Herrera pretendió subir a 12 000 metros de altura y realizar una conquista de la estratosfera. Este es uno de los muchos ejemplos de los globos que se construyeron y que se almacenaron en el edificio, el cual ha cumplido una de las páginas más brillantes de la historia de la conquista del espacio aéreo de la humanidad.
Leonardo Torres Quevedo, el gran inventor español y creador del transbordador sobre las cataratas del Niágara, desarrolló en este centro el primer dirigible español. Años después, su sobrino Francisco de Asís Cabrero fue quien planificó el núcleo de viviendas previamente planificado por un promotor inmobiliario.
Tras el fin de la Guerra civil, el Estado se deshizo del edificio tras comprobar que la operativa de la aerostación no era fundamental para el desarrollo del ejército español. La instalación quedó entonces en estado de abandono hasta el año 2015, cuando terminó su rehabilitación como un nuevo centro social de familia.

## Monolito de Alférez Jorge Porrúa
El 23 de abril del año 1887, un escuadrón de caballería de la primera sección del tercer año de la Academia de Ingenieros, realizaba unos ejercicios que consistían en cruzar el río Henares a las afueras de la ciudad. En pleno vadeo del río, uno de los jóvenes jinetes, en concreto Luis Álvarez, se caía violentamente de su caballo siendo arrastrado aguas abajo. En ese mismo momento, Alférez Jorge Porrúa y Moreno del Villar se lanzó para salvar la vida de su compañero. Nada pudo hacer y ambos se ahogaron en las violentas corrientes del río Henares.

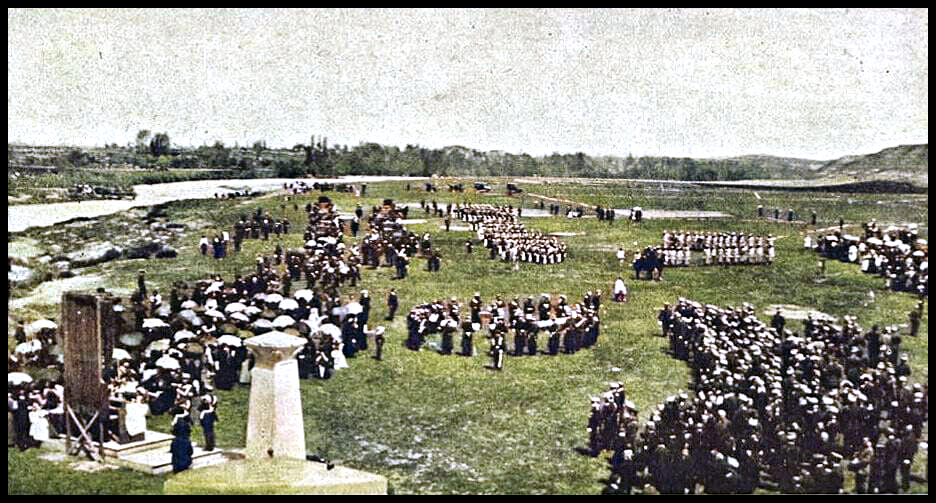
El acto de misa de campaña en el que asistieron los altos mandos militares y las autoridades civiles de la ciudad.

Este trágico suceso provocó un enorme duelo tanto en los militares de la Academia como en las gentes de Guadalajara. El Ministerio de Defensa acordó  levantar un monumento en el lugar del triste suceso que fue inaugurado el 9 de septiembre de ese mismo año 1887. El monolito consistía en una pirámide cuadrangular en la cual se inscribía la siguiente leyenda: “A la memoria del Alférez Don Jorge Porrúa y Moreno del Villar, que fallecía en el río Henares con su compañero Luis Álvarez, al querer salvarle la tarde del 23 de abril de 1887”.

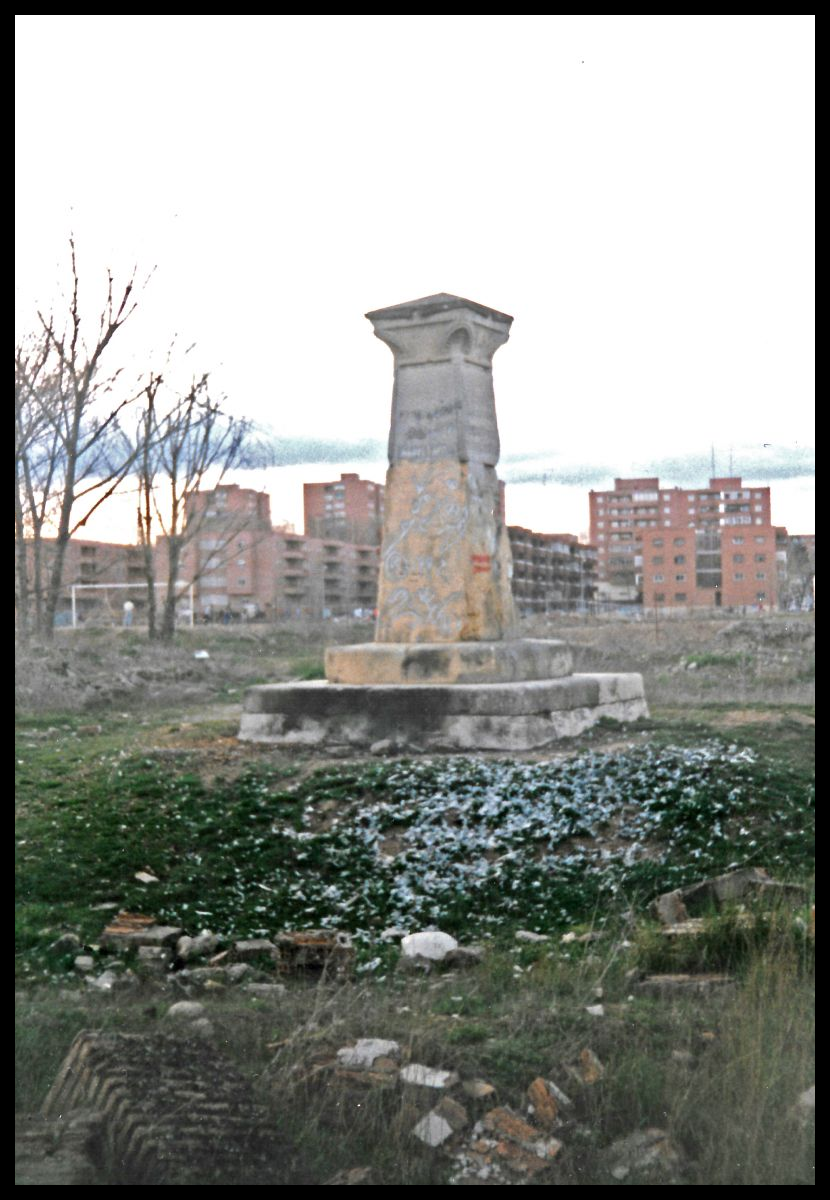
El monolito en memoria de Alférez Jorge Porrúa, símbolo de la Academia de Ingenieros y del barrio de Los Manantiales.

Este monumento fue un símbolo del barrio de Los Manantiales, pero el paso del tiempo y los actos vandálicos terminaron dejándolo en un estado lamentable. Con la construcción de la mota del río Henares fue retirado y trasladado a las antiguas naves del vivero municipal en la carretera de Marchamalo, lugar en donde se encuentra en la actualidad. 
El 7 de mayo de 2019, la Junta de Gobierno Municipal del Ayuntamiento de Guadalajara acordó donar los restos del monolito al Ministerio de Defensa para su reparación, con la condición de que se volviera a colocar en la ciudad mientras exista en la misma una unidad militar. Esta decisión fue muy bien recibida por los vecinos del barrio de Los Manantiales.

## Puntos de interés

### Calle de la Isabela
La calle de la Isabela es la calle en la que se sitúa principalmente el barrio. Es una zona comercial y la más transitada. Cuenta con locales comerciales, numerosas plazas de aparcamiento, la parada de autobuses urbanos n.º 79 de la ciudad (cuya inicio de trayecto es el barrio para las líneas L4 y L5).

### Plaza de Los Manantiales
La Plaza de Los Manantiales es un punto de reunión importante del barrio y el espacio público más utilizado para las fiestas y eventos de este. 

### Centro de Familia Cuartel del Henares
Tras su rehabilitación en 2015, el Centro de Familia "Cuartel del Henares" ha ido registrando más de 10 000 usos año tras año. El centro cuenta con ludoteca municipal, equipo de atención social, servicios de inmigración, igualdad y mediación familiar, sala de estudio, sala de acceso libre para juegos y ocio de mayores y vecinos, sala de informática, hemeroteca, ludoteca y programas de conciliación como “Días sin Cole” o “Juegópolis”.

### Parque de ocio deportivo "Guadalajara, Ciudad del Deporte"
Abierto al público en mayo de 2019, este parque de 8000 m² de extensión ejecutado sobre el antiguo campo de fútbol Dionisio Álvarez cuenta con un camino ovoide que sirve como reproducción a escala de una pista de atletismo, juegos infantiles con diferentes áreas en función de la edad, un podio accesible mediante rampas y un área de fitness para bicicletas, musculación y composiciones de barras. También cuenta con un área canina delimitada con vallas y fuente. El parque permanece cerrado desde las 0:00 hasta las 8:00 del 1 de abril al 31 de octubre, y desde las 22:30 hasta las 8:00 del 1 de noviembre al 31 de marzo. Su nombre es debido a un guiño a la designación de Guadalajara como Ciudad Europea del Deporte de 2018.

## Etimología
El nombre de "Los Manantiales" se debe a que el barrio se asienta junto al río Henares y bajo él existen balsas de agua almacenada, que aprovecharon los ingenieros militares para producir hidrógeno para los aerostatos.

## Población
En cuanto a la población que allí se asienta, una vez que dejó de ser cuartel militar fue un barrio obrero de trabajadores de los polígonos cercanos, con rentas medias y media-bajas. En los años 2000 se crearon zonas residenciales de mayor nivel socioeconómico y su número de residentes fue incrementándose. En la actualidad el barrio cuenta con 8000 residentes aproximadamente.

## Fiestas
El barrio de Los Manantiales celebra anualmente dos fiestas: la Feria Chica (coincidiendo con la festividad del patrón del barrio San José Artesano el primero de mayo) y sus fiestas tradicionales el primer fin de semana de junio. Ambas fiestas son organizadas por la Asociación Cultural La Isabela. También se celebran ocasionalmente otros festejos, como carnaval, Halloween, cuentacuentos o conciertos organizados por el ayuntamiento.